# Au nom de la terre
Au nom de la terre (literalment En nom de la terra) és una pel·lícula francesa de drama del 2019 dirigida per Edouard Bergeon. És protagonitzada per Guillaume Canet, Veerle Baetens, Anthony Bajon i Rufus.

## Sinopsi
En Pierre té 25 anys quan torna de Wyoming per trobar-se amb la Claire, la seva promesa, i fer-se càrrec de la granja familiar. Vint anys després, la granja ha prosperat, així com la família. És l'època dels dies feliços, almenys al principi. Els deutes s'acumulen i en Pierre està cansat de la feina.

## Repartiment
- Guillaume Canet: Pierre Jarjeau
- Veerle Baetens: Claire Jarjeau
- Anthony Bajon: Thomas Jarjeau
- Rufus: Jacques Jarjeau, pare d'en Pierre
- Samir Guesmi: Mehdi
- Yona Kervern: Emma Jarjeau
- Marie-Christine Orry: Martine Jarjeau
- Raffin Melanie: Sarah
- Solal Forte: Rémi